# Lista de primeiros-ministros de Moçambique
Esta é a lista de primeiros-ministros de Moçambique desde a criação do cargo de 1974. 

## Primeiros-ministros de Moçambique (1974-presente)
| №                                                         | Retrato                          | Nome                                 | Mandato                          | Mandato                          | Partido                          |                                  |
| Estado de Moçambique (1974-1975)                          | Estado de Moçambique (1974-1975) | Estado de Moçambique (1974-1975)     | Estado de Moçambique (1974-1975) | Estado de Moçambique (1974-1975) | Estado de Moçambique (1974-1975) | Estado de Moçambique (1974-1975) |
| --------------------------------------------------------- | -------------------------------- | ------------------------------------ | -------------------------------- | -------------------------------- | -------------------------------- | -------------------------------- |
| 1                                                         |                                  | Joaquim Chissano (n.1939)            | 20 de setembro de 1974           | 25 de junho de 1975              | FRELIMO                          |                                  |
| República Popular de Moçambique (1975-1990)               |                                  |                                      |                                  |                                  |                                  |                                  |
| Posto abolido (25 de junho de 1975 - 17 de julho de 1986) |                                  |                                      |                                  |                                  |                                  |                                  |
| 2                                                         |                                  | Mário da Graça Machungo (1940-2020)  | 17 de julho de 1986              | 1 de dezembro de 1990            | FRELIMO                          |                                  |
| República de Moçambique (1990-presente)                   |                                  |                                      |                                  |                                  |                                  |                                  |
| (2)                                                       |                                  | Mário da Graça Machungo (1940-2020)  | 1 de dezembro de 1990            | 16 de dezembro de 1994           | FRELIMO                          |                                  |
| 3                                                         |                                  | Pascoal Mocumbi (n.1941)             | 16 de dezembro de 1994           | 17 de agosto de 2004             | FRELIMO                          |                                  |
| 4                                                         |                                  | Luísa Diogo (n.1958)                 | 17 de agosto de 2004             | 16 de janeiro de 2010            | FRELIMO                          |                                  |
| 5                                                         |                                  | Aires Ali (n.1955)                   | 16 de janeiro de 2010            | 8 de outubro de 2012             | FRELIMO                          |                                  |
| 6                                                         |                                  | Alberto Vaquina (n.1961)             | 8 de outubro de 2012             | 17 de janeiro de 2015            | FRELIMO                          |                                  |
| 7                                                         |                                  | Carlos Agostinho do Rosário (n.1954) | 17 de janeiro de 2015            | 3 de março de 2022               | FRELIMO                          |                                  |
| 8                                                         |                                  | Adriano Maleiane (n.1949)            | 3 de março de 2022               | 15 de janeiro de 2025            | FRELIMO                          |                                  |
| 9                                                         |                                  | Maria Benvinda Levy (n.1969)         | 18 de janeiro de 2025            | Presente                         | FRELIMO                          |                                  |